# 清水宏臣
清水 宏臣（しみず ひろたか、1968年5月8日 - ）は、愛知県豊川市出身の元プロ野球選手（投手）。右投右打。

## 来歴

### プロ入り前
豊川市立中部小学校、豊川市立南部中学校を卒業。実家は廃品回収業を営んでおり、スクラップ、古紙、学校の資源などを回収していた。中学時代は内藤尚行と同級生で、2年生までは自身がエースだったが、3年生になって内藤にエースの座と背番号1を奪われ、一塁手にコンバートされた。
高校進学の際は内藤と同じ豊川高校から勧誘されたが、内藤への雪辱への思いからそれを拒否し、県立の小坂井高校へ進学した。高校時代の豊川高校との対戦成績は0勝2敗である。高校3年生だった1986年には、小坂井高校のエースかつ四番打者として夏の愛知大会を迎えた。同大会では海南高校との1回戦（一宮球場）で3点本塁打を放ち、投げては9回3失点に抑えて6対3で勝利するが、2回戦（半田球場）で岡崎東高校に10対3で8回コールド負けを喫した。

### プロ野球選手時代
1986年に開催されたプロ野球ドラフト会議では指名候補に挙がりながら指名を受けることはなかったが、1987年1月23日、中日ドラゴンズにドラフト外入団することが発表された。当時は身長187 cm、体重84 kgで、背番号は64。推定年俸は300万円、契約金は2000万円だったが、その契約金は「それまで育ててもらったお礼として、またこれからはいくらでも稼げると思い」全額を両親に渡したという。キャンプには同年2月中旬から合流した。
1年目の1987年は打撃投手を務めたのみで、一軍（セントラル・リーグ）だけでなく、二軍（ウエスタン・リーグ）でも登板機会はなかった。また二軍では打者として7試合に出場したが、打数は0である。同年オフには年俸360万円で契約更改した。
1988年4月12日の近鉄バファローズ戦でウエスタン・リーグ初登板を果たした。同年はウエスタン・リーグで3試合に登板、うち1試合に先発したが、完投0、0勝1敗0セーブ、投球回7イニング、被安打10、与四死球8、奪三振4、自責点4、防御率5.14という成績だった。また3試合で打席に立ち、1打数0安打、0本塁打、0打点、0勝利打点、0盗塁、0四死球、0三振、打率.000を記録した。同年オフには年俸380万円で契約更改した。
1989年は春に打撃投手としてオーストラリアキャンプに参加したが、キャンプ中に任意引退選手となって支配下選手登録を外れ、練習生と同じ扱いになった。同シーズンは練習生扱いのままで、二軍でも出場機会はなく、11月23日に中日から自由契約を言い渡された。本人は現役続行を希望し、球団からの打撃投手など球団職員としての採用打診を固辞した上で、中日以外のNPB各11球団で入団テストを受験したが、獲得球団はなかったため、現役引退を決意したと述べている。

### 現役引退後
引退から約1年後、長男であることから家業の廃品回収業を継ぎ、産業廃棄物・一般廃棄物の許認可資格を取得した。父が急死した直後の1994年（平成6年）8月1日に個人商店から法人化した。2006年時点では穂の国青年会議所 (JC) の理事長を務めており、2017年7月からは豊川ロータリークラブの職業奉仕委員長に就任した。

## 選手としての特徴
長身から投げ下ろす速球が武器だった。高校時代は先発完投を基本としており、低めに決まる速球に威力があると評されていた。中日入団時は速球の球速は140 km/hで、荒削りながら球質も重いと評されていた。本人は速球のキレの良さでは小松辰雄、球質の重さでは宮下昌己をそれぞれ目標として挙げ、本格派のエースを夢見ていた。
投手としてだけでなく、打撃面でも非凡な才能を持ち、小坂井高校時代は野球部の外野フェンス（両翼90 m、高さ3.8 m）を超える打球をしばしば放っていた。

## 人物
子供のころは当時現役で、後のプロ入り時に中日の監督を務めていた星野仙一に憧れていた。プロ入り時、ヤクルトスワローズに入団した内藤へのライバル意識を燃やしていた。
本人曰く、自身の名を「ひろおみ」と誤読されることが多いといい、実際に「ひろおみ」と誤植した選手名鑑もある。また現役選手時代の思い出として、フロリダ州のベロ・ビーチで行われた中日のキャンプに同行した際、先輩選手である大石友好と大宮龍男から出身高校を聞かれ、しぶしぶ答えた際に「どこだ、それ」と言われたことを挙げ、自分は有名な高校から入団した選手とは違い、名前が知られておらず、先輩も少ないため、他人の2、3倍努力しなければ認めてもらえないと感じたと語っている。

## 詳細情報

### 年度別投手成績
- 一軍公式戦出場なし

### 背番号
- 64（1987年 - 1989年）[12][16][1]